# Iseo
Iseo též Isejské jezero (italsky Lago d'Iseo nebo Sebino) jezero v provinciích Brescia a Bergamo v Lombardii v Itálii. Je čtvrté největší mezi severoitalskými podalpskými jezery a šesté největší v celé Itálii. Jezero leží asi 50 km severozápadně od Brescie. Jezerní pánev byla vyhloubena ledovcem z údolí Valcamonica a vyplňuje jeho koncovou prohlubeň. Rozloha jezera je 65,3 km² a leží v nadmořské výšce 185 m. Je 25 km dlouhé a dosahuje maximální hloubky 251 m.

## Pobřeží
Pobřeží jezera je lemováno skalními stěnami. Silnice, která podél něj vede, často prochází tunely. Na jezeře je rozvinutá lodní doprava.

## Ostrovy
Ve středu jezera leží jeden z větších evropských jezerních ostrovů Monte Isola. Dále se ještě na jezeře nacházejí dva menší ostrovy Isola di Loreto a Isola di S. Paolo, které jsou v soukromém držení dynastie Beretta.

## Vodní režim
Jezerem protéká řeka Oglio, která je levým přítokem řeky Pád.

## Osídlení
Na břehu leží místa Lovere, Pisogne, Marone, Sulzano, Iseo, Clusane sur Lago, Sarnico, Tavernola Bergamasca a Riva di Solto. Příznivý vítr podporuje plachtařské vodní sporty. Na několika málo plážích je dobré turistické zázemí. Přesto není tak známé jako západně ležící Komské jezero nebo východně ležící Gardské jezero.